# Höstövslända
Höstövslända (Lachesilla pedicularia) är en insektsart som först beskrevs av Carl von Linné 1758.  Höstövslända ingår i släktet Lachesilla och familjen kviststövsländor. Arten är reproducerande i Sverige. Inga underarter finns listade i Catalogue of Life.

## Bildgalleri

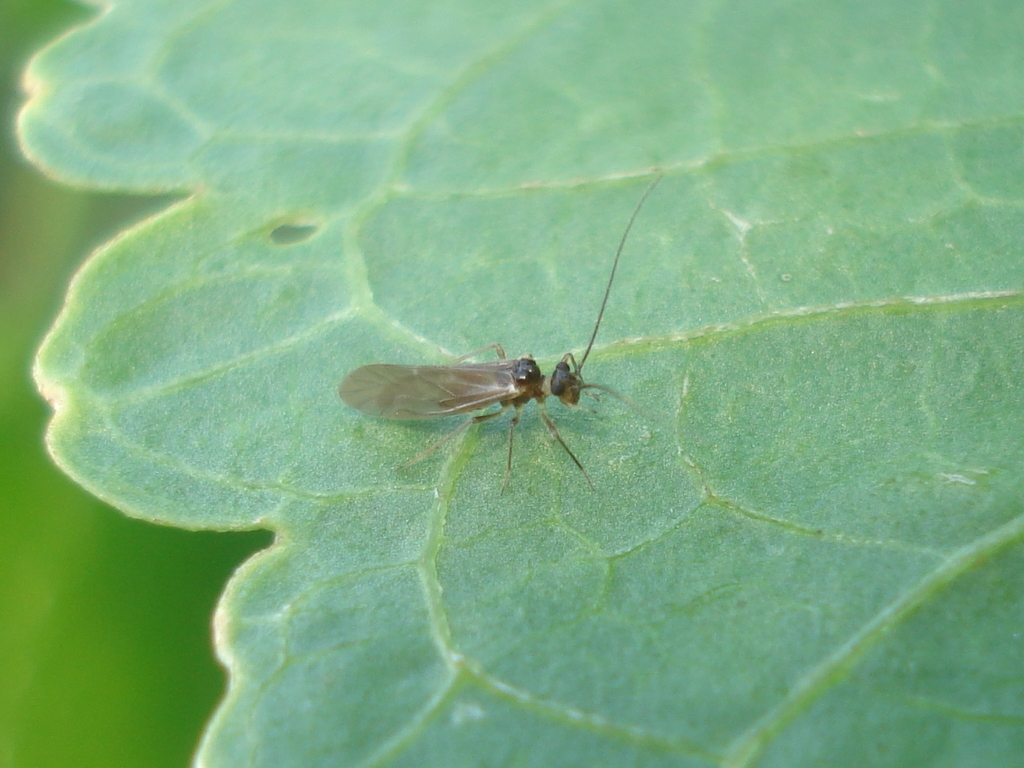